# Gwóźdź chirurgiczny

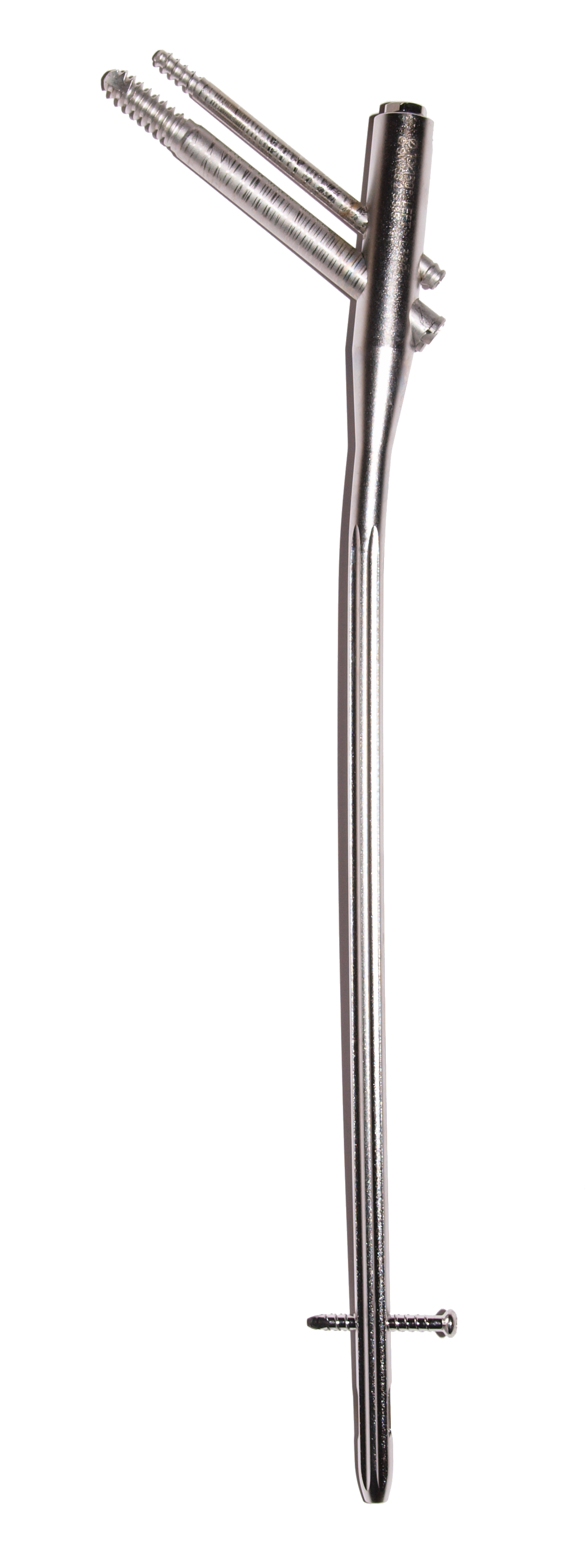
Gwóźdź chirurgiczny do kości udowej

Gwóźdź chirurgiczny (inaczej drut, pręt, ang. rod, nail, pin) – wykonany ze stali nierdzewnej lub stopu tytanu element służący do leczenia złamań, głównie kości długich, metodą zespolenia śródszpikowego (metoda INS, czyli Intramedullary Nailing System), poprzez:
- unieruchomienie nastawionych odłamów kostnych do czasu powstania zrostu, a następnie usunięcie gwoździa,
- zastosowanie gwoździa podczas nastawiania złamania, w wyciągach bezpośrednich.

Gwoździe chirurgiczne mają różne kształty i wymiary, dostosowane do długości i średnicy kości.
Przykładami gwoździ chirurgicznych są:
- gwóźdź Küntschera – stanowi spiczasto zakończony element o przekroju U- albo V-kształtnym, po przeciwnej stronie zakończony niewielkim otworem ułatwiającym wyciąganie, używany w śródszpikowym zespalaniu złamań trzonów kości długich. Wprowadzony do lecznictwa przez Niemca Gerharda  Küntschera w roku 1940 w czasie wojny radziecko-fińskiej.
- gwóźdź Nyströma – pręt o kwadratowym przekroju, posiadający żłobienia na bokach, nagwintowany u podstawy; stosowany do zespalania złamań szyjki kości udowej. W Polsce częściej używana była nazwa "gwóźdź Nyströma-Szulca".
- gwóźdź Smitha-Petersena – posiada centralny kanał przepuszczający drut Kirschnera, ma trzy podłużne listewki o ostrych krawędziach rozmieszczone co 120°, używany do zespalania złamań szyjki kości udowej
- gwóźdź Steinmanna – (grot Steinmanna) sztywny pręt jednostronnie zaostrzony, przeprowadzany w kierunku poprzecznym przez kość piętową, guzowatość piszczeli albo nadkłykcie kości udowej, po wprowadzeniu do kości uderzeniami młotka łączony jest na końcach z ramionami klamry wyciągowej, opracowane przez szwajcarskiego chirurga Franz Steinmann’a (1872-1932),
- gwoździe Rusha - Rush nail lub Rush rod, posiadają charakterystyczny zakrzywiony koniec - stosowane do złamań partii dalszych kości,
- grotowkręty Schanza - Schanz screw, używane do systemów stabilizacji zewnętrznej, samogwintujące i samowiercące,
- gwoździe Endera - Ender nails, zwykle używane były w liczbie trzech lub czterech, najczęściej do stabilizacji złamań bliższego odcinka kości udowej.
- gwoździe dziecięce Metaizeau - rozwiązanie stworzone w roku 1984 przez dr Metaizeau i jego zespół, jako rozwiązanie problemu drutów pediatrycznych - cechują się sporymi możliwościami w zakresie zmiany ich długości i kształtu. Pełna nazwa systemu to elastyczne stabilne zespolenie śródszpikowe, czyli elastic stable intramedullary nailing – ESIN,
- druty Ilizarowa - stosowane w aparacie Ilizarowa - w oryginalnej metodzie były to cienkie druty ze zgrubieniem w części środkowej uniemożliwiającym przesuwanie się drutu w kości. Bardzo często są to po prostu druty Kirschnera.